# 滋賀県立八幡商業高等学校
滋賀県立八幡商業高等学校（しがけんりつ はちまんしょうぎょうこうとうがっこう）は、滋賀県近江八幡市宇津呂町に所在する公立の商業高等学校。略称は「八商」（はっしょう）。
建築家・実業家として活躍したウィリアム・メレル・ヴォーリズは、来日当初は本校で英語教師を務めていた。2年後、宗教上の問題で教師を解職させられたが、のちに本校の校舎を改築する際に設計を任された。ヴォーリズが設計した校舎は現在も使われている。
戦後本校を取材した評論家の大宅壮一は、優秀な実業家を多く輩出する本校を「近江商人の士官学校」と評した。

## 設置学科
- 商業科（1学年あたり160名）
- 情報処理科（1学年あたり40名）
- 国際経済科（1学年あたり40名）

## 沿革
- 1886年（明治19年）5月1日 - 滋賀県商業学校として開校（創立は同年3月4日）
- 1901年（明治34年）
  - 4月9日 - 大津市から現在の学校所在地近江八幡市宇津呂（当時は蒲生郡宇津呂村）に移転
  - 6月8日 - 滋賀県立商業学校と改称
- 1907年（明治40年）11月1日 - 校歌（土井晩翠作詞　東京音楽学校作曲）制定
- 1908年（明治41年）4月1日 - 滋賀県立八幡商業学校と改称
- 1948年（昭和23年）4月1日 - 学制改革により滋賀県立八幡高等学校と改称
- 1949年（昭和24年）4月1日 - 滋賀県立中央高等学校と改称
- 1951年（昭和26年）4月1日 - 滋賀県立八幡高等学校に復す
- 1955年（昭和30年）4月1日 - 滋賀県立八幡商業高等学校と改称

## 校舎建築概要
- 竣工 - 1940年
- 基本設計 - ウィリアム・メレル・ヴォーリズ
- 構造・規模 - 鉄筋コンクリート、地上3階建

## 部活動

### 運動部
硬式野球部は滋賀県内では甲子園常連校として知られ、これまでに選抜高等学校野球大会で7回、全国高等学校野球選手権大会で7回の出場実績がある。春夏通じて7回出場した1987年から2001年の間には林勝が監督を務めた。バレーボール部（女子）は第67回、第68回春の高校バレーに出場実績がある。
- 硬式野球 - 春7回出場、夏7回 甲子園出場
- 男子サッカー
- 女子サッカー
- 陸上競技
- バレーボール（女子） - 高校総体 14回出場、春の高校バレー 14回出場
- バスケットボール
- ソフトテニス
- ソフトボール
- ボート
- 卓球
- 剣道
- カヌー

### 文化部
- 新聞
- 演劇
- 放送
- 簿記珠算
- 家庭（茶道・華道）
- ワープロ
- ブラスバンド
- 美術
- ESS
- 写真
- コンピュータ
- 環境科学同好会
- ビジネス研究同好会

## 交通アクセス
- JR東海道本線（琵琶湖線）・近江鉄道　近江八幡駅
- 近江鉄道バス  (長命寺線、八幡市内線、船木線) ・八商八商前

## 同窓会
- 近江尚商会

## 特記事項
- 商業教育の水準が高く、簿記珠算部等では税理士試験科目試験合格者を輩出している[1]。

## 著名な出身者
- 宇野宗佑 - 内閣総理大臣
- 伊藤竹之助 - 伊藤忠商事社長
- 伊藤忠兵衛 (二代) - 伊藤忠商事社長
- 越後正一 - 伊藤忠商事社長・会長
- 塚本幸一 - ワコール創業者
- 中村伊一 - ワコール副社長・京都証券取引所理事長
- 堀文平 - 富士紡績社長・会長、経団連副会長
- 川瀬源太郎 - 日本生命保険社長・会長
- 4代目内田佐七 - 実業家
- 荒川昇治 - 元プロ野球選手
- 大辻秀夫 - 元プロ野球選手
- 西川純司 - 元プロ野球選手
- 国松俊英 - 児童文学作家
- 遠藤エミ - 競艇選手
- 則本昂大 - プロ野球選手・東北楽天ゴールデンイーグルス